# Memphis
Memphis es una ciudad situada en la esquina suroeste del estado de Tennessee, en Estados Unidos. Es también sede del condado de Shelby. Mundialmente conocida como la ciudad de Elvis Presley. La ciudad se localiza sobre el cuarto Chickasaw Bluff, al sur del punto de confluencia de los ríos Wolf y Misisipi.
Memphis tiene una población estimada de 646 849 habitantes, siendo la ciudad más grande del estado, la tercera del sudeste de los Estados Unidos y la decimonovena de todo el país. Su área metropolitana, que incluye condados adyacentes en los estados de Misisipi y Arkansas, tiene una población en 2010 de 1 316 101 habs. Esto hace de Memphis la segunda área metropolitana más grande del estado superada solo por Nashville. Es también la más joven de las grandes ciudades de Tennessee. La región de Memphis es conocida, particularmente en los medios de comunicación, como el Mid-South.
Su atractivo turístico más reconocido es Graceland, lugar donde vivió y está sepultado Elvis Presley. También es muy conocida por la música blues y las barbacoas. En Memphis vivieron Elvis Presley, Johnny Cash y B. B. King, y han nacido artistas célebres como Aretha Franklin, Carla Thomas, Anita Ward, Isaac Hayes, Justin Timberlake, Lucy Hale y Juicy J.

## Historia

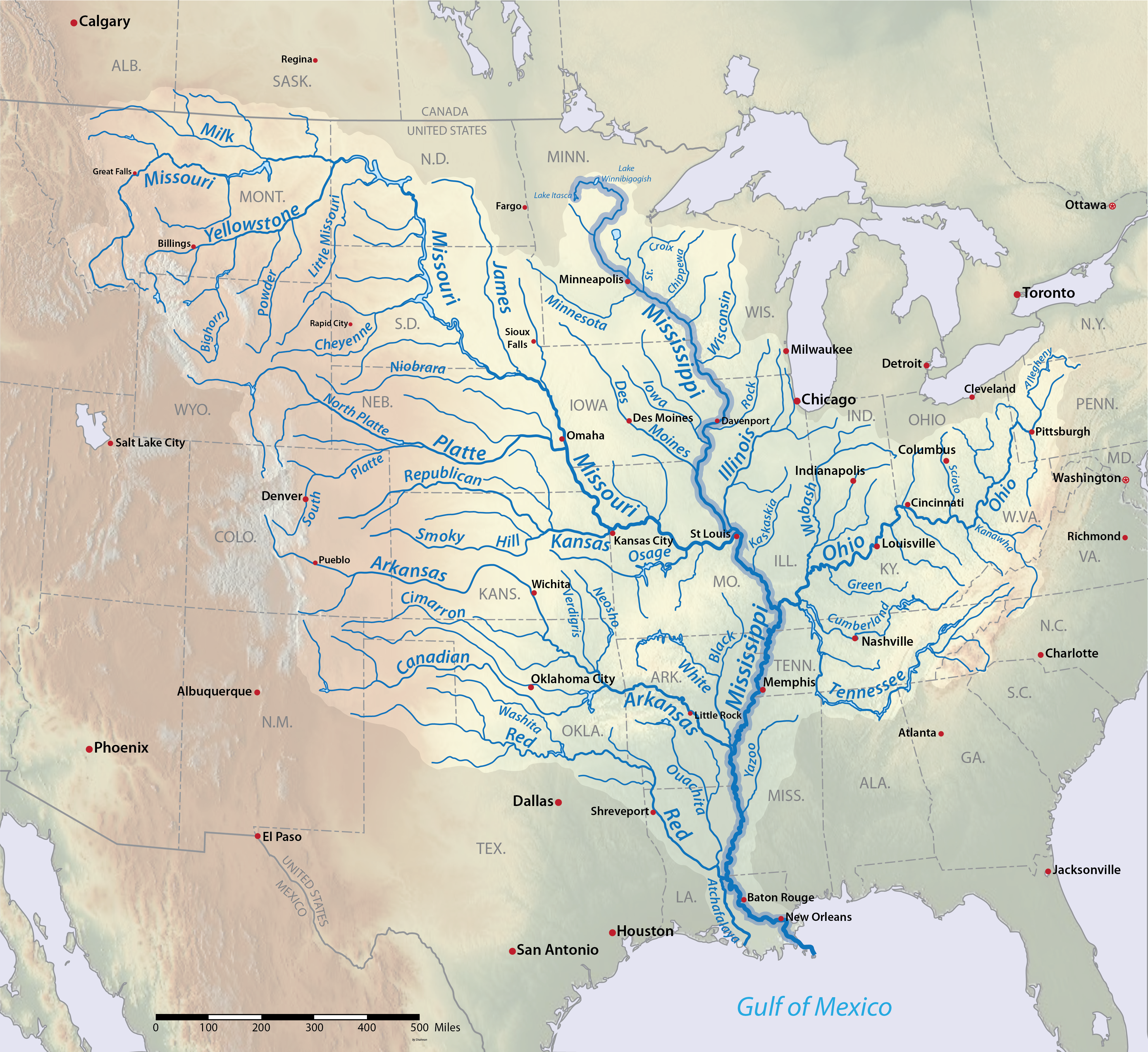
Memphis en la cuenca del Misisipi.

Memphis está ubicado en un estratégico punto de la ribera oriental del Misisipi –posee altos riscos y altas barrancas sobre el río Misisipi– siendo tales barrancas y «riscos» un asentamiento de la tribu chicazas. El explorador español Hernando de Soto, junto a su tropa, fue el primer europeo que exploró la zona, acampando en ella en 1541. Los franceses construyeron en las cercanías Fort Prudhomme (o Fort Assumption) en 1739 como parte de la colonia de Luisiana. 
En 1790 España anexó el área al gobierno de La Luisiana Española y se construyó el Fuerte de San Fernando de las Barrancas al luchar apoyando a la guerra de Independencia de los Estados Unidos contra los ingleses. En este fuerte los españoles levantaron un faro, pero tras el Tratado de París de 1783, Inglaterra había cedido el territorio a los recién emancipados estadounidenses por lo que estos tomaron el control del área rebautizando de San Fernando de las Barrancas como Fort Adams (1797).
En 1818, mediante un forzoso tratado, a la nación Chickasaw les fueron robados sus territorios por los Estados Unidos. La localidad actual se fundó en 1819, convirtiéndose en ciudad en 1826. Tras la Primera batalla de Memphis (durante la Guerra de Secesión), el 6 de junio de 1862, las tropas de la Unión conquistaron Memphis a los confederados. Una epidemia de fiebre amarilla redujo la población considerablemente en 1870. Entre 1910 y 1950 en Memphis se desarrolló el clientelismo político bajo la dirección de E. H. Crump.

## Legislación y Gobierno
Desde 1966 Memphis ha sido dirigida según la forma de alcaldía llamada Alcalde Débil. Desde 1995 la ciudad está dividida en nueve distritos, siete de los cuales eligen un concejal y los otros dos eligen tres cada uno.
El alcalde actual es W. W. Herenton, siendo ésta su cuarta legislatura. Antes de ser elegido había sido superintendente de los colegios de Memphis.
En los últimos años se ha propuesto la idea de unir la alcaldía de la ciudad con el gobierno del condado, creando un gobierno metropolitano como el que existe en la cercana Nashville.

## Geografía
Memphis está situada a 35°7′3″ N., 89°58′16″ O. Según la oficina del censo de EE. UU., la ciudad tiene 763.4 km², de los cuales un 5.24 % es superficie acuática.

### Clima
Memphis tiene un Clima subtropical húmedo (Cfa), con cuatro estaciones distintas. El clima invernal es determinado por el aire que proviene de las Grandes Planicies y del golfo de México, lo que provoca cambios drásticos en la temperatura. En cambio, el clima del verano es alterado por el aire proveniente de Texas (caliente y seco), o del Golfo (caliente y húmedo). Julio tiene un promedio de temperatura máxima diaria de 33.3 °C, y mínima de 23.1 °C. 
Las tormentas eléctricas en tardes y noches son frecuentes durante el verano, pero comúnmente tiene corta duración. El clima más agradable se puede encontrar a principios de otoño, cuando es seco y templado, aunque el calor puede durar hasta bien entrado octubre.
Los inviernos son frescos y ocasionalmente fríos, con una temperatura máxima promedio en enero de 10.5 °C, y una mínima promedio de 0.7 °C. La caída de nieve es esporádica, con un promedio de 6.9 cm por año.
El promedio de precipitación anual es 1396 mm, que está relativamente bien distribuida durante todos los meses del año.  Empero, de vez en cuando el río se desborda durante la temporada de lluvias, siendo notables las crecidas de 1937 y de 2011.
| Parámetros climáticos promedio de Memphis (Aeropuerto Internacional de Memphis), normales 1991‑2020, extremos 1875‑presente | Parámetros climáticos promedio de Memphis (Aeropuerto Internacional de Memphis), normales 1991‑2020, extremos 1875‑presente | Parámetros climáticos promedio de Memphis (Aeropuerto Internacional de Memphis), normales 1991‑2020, extremos 1875‑presente | Parámetros climáticos promedio de Memphis (Aeropuerto Internacional de Memphis), normales 1991‑2020, extremos 1875‑presente | Parámetros climáticos promedio de Memphis (Aeropuerto Internacional de Memphis), normales 1991‑2020, extremos 1875‑presente | Parámetros climáticos promedio de Memphis (Aeropuerto Internacional de Memphis), normales 1991‑2020, extremos 1875‑presente | Parámetros climáticos promedio de Memphis (Aeropuerto Internacional de Memphis), normales 1991‑2020, extremos 1875‑presente | Parámetros climáticos promedio de Memphis (Aeropuerto Internacional de Memphis), normales 1991‑2020, extremos 1875‑presente | Parámetros climáticos promedio de Memphis (Aeropuerto Internacional de Memphis), normales 1991‑2020, extremos 1875‑presente | Parámetros climáticos promedio de Memphis (Aeropuerto Internacional de Memphis), normales 1991‑2020, extremos 1875‑presente | Parámetros climáticos promedio de Memphis (Aeropuerto Internacional de Memphis), normales 1991‑2020, extremos 1875‑presente | Parámetros climáticos promedio de Memphis (Aeropuerto Internacional de Memphis), normales 1991‑2020, extremos 1875‑presente | Parámetros climáticos promedio de Memphis (Aeropuerto Internacional de Memphis), normales 1991‑2020, extremos 1875‑presente | Parámetros climáticos promedio de Memphis (Aeropuerto Internacional de Memphis), normales 1991‑2020, extremos 1875‑presente |
| Mes | Ene. | Feb. | Mar. | Abr. | May. | Jun. | Jul. | Ago. | Sep. | Oct. | Nov. | Dic. | Anual |
| --- | --- | --- | --- | --- | --- | --- | --- | --- | --- | --- | --- | --- | --- |
| Temp. máx. abs. (°C) | 26.1 | 27.2 | 30.6 | 34.4 | 37.2 | 40 | 42.2 | 41.7 | 39.4 | 36.7 | 30 | 27.2 | 42.2 |
| Temp. máx. media (°C) | 10.5 | 13.1 | 17.9 | 23 | 27.6 | 31.9 | 33.3 | 33.1 | 30 | 23.9 | 17 | 11.9 | 22.8 |
| Temp. media (°C) | 5.6 | 7.8 | 12.3 | 17.3 | 22.3 | 26.6 | 28.2 | 27.8 | 24.4 | 18.1 | 11.5 | 7.1 | 17.4 |
| Temp. mín. media (°C) | 0.7 | 2.6 | 6.8 | 11.7 | 16.9 | 21.3 | 23.1 | 22.6 | 18.8 | 12.2 | 6.1 | 2.3 | 12.1 |
| Temp. mín. abs. (°C) | -22.2 | -23.9 | -11.1 | -2.8 | 2.2 | 8.9 | 11.1 | 8.9 | 2.2 | -3.9 | -12.8 | -25 | -25 |
| Precipitación total (mm) | 105.2 | 115.6 | 145.8 | 149.1 | 133.9 | 101.3 | 122.4 | 85.6 | 77 | 101.1 | 119.1 | 139.4 | 1395.5 |
| Nevadas (cm) | 2.3 | 2.5 | 1.3 | 0 | 0 | 0 | 0 | 0 | 0 | 0 | 0.3 | 0.5 | 6.9 |
| Días de precipitaciones (≥ 0.2 mm)                                                                                          | 10.0 | 9.9 | 11.5 | 9.6 | 10.6 | 8.9 | 9.5 | 7.6 | 7.1 | 7.5 | 9.0 | 10.2 | 111.4 |
| Días de nevadas (≥ 0.2 cm)                                                                                                  | 1.0 | 0.8 | 0.3 | 0.0 | 0.0 | 0.0 | 0.0 | 0.0 | 0.0 | 0.0 | 0.2 | 0.3 | 2.6 |
| Horas de sol | 166.6 | 173.8 | 215.3 | 254.6 | 301.5 | 320.6 | 326.9 | 307.0 | 251.2 | 245.9 | 173.0 | 151.9 | 2888.3 |
| Humedad relativa (%) | 68.2 | 66.4 | 63.2 | 62.5 | 66.4 | 66.8 | 69.1 | 69.6 | 71.3 | 66.2 | 67.7 | 68.8 | 67.2 |
| Fuente: NOAA (humedad 1961‑1990, horas de sol 1961‑1987)                                                                    | | | | | | | | | | | | | |

### Área Metropolitana
Memphis es la ciudad principal de una región metropolitana que incluye partes de los estados de Tennessee, Misisipi y Arkansas. El área metropolitana incluye los condados de Fayette, Tipton, Shelby (en Tennessee), DeSoto, Marshall, Tate, Tunica (en Misisipi) y Crittenden (en Arkansas).

## Transporte

### Autopistas
Las autopistas interestatales I-40, I-240 e I-55 son las principales autopistas de la zona. La I-40 y la I-55 atraviesan el río Misisipi en Memphis desde el estado de Arkansas. Se espera que las futuras I-22 e I-69 terminen en la ciudad.

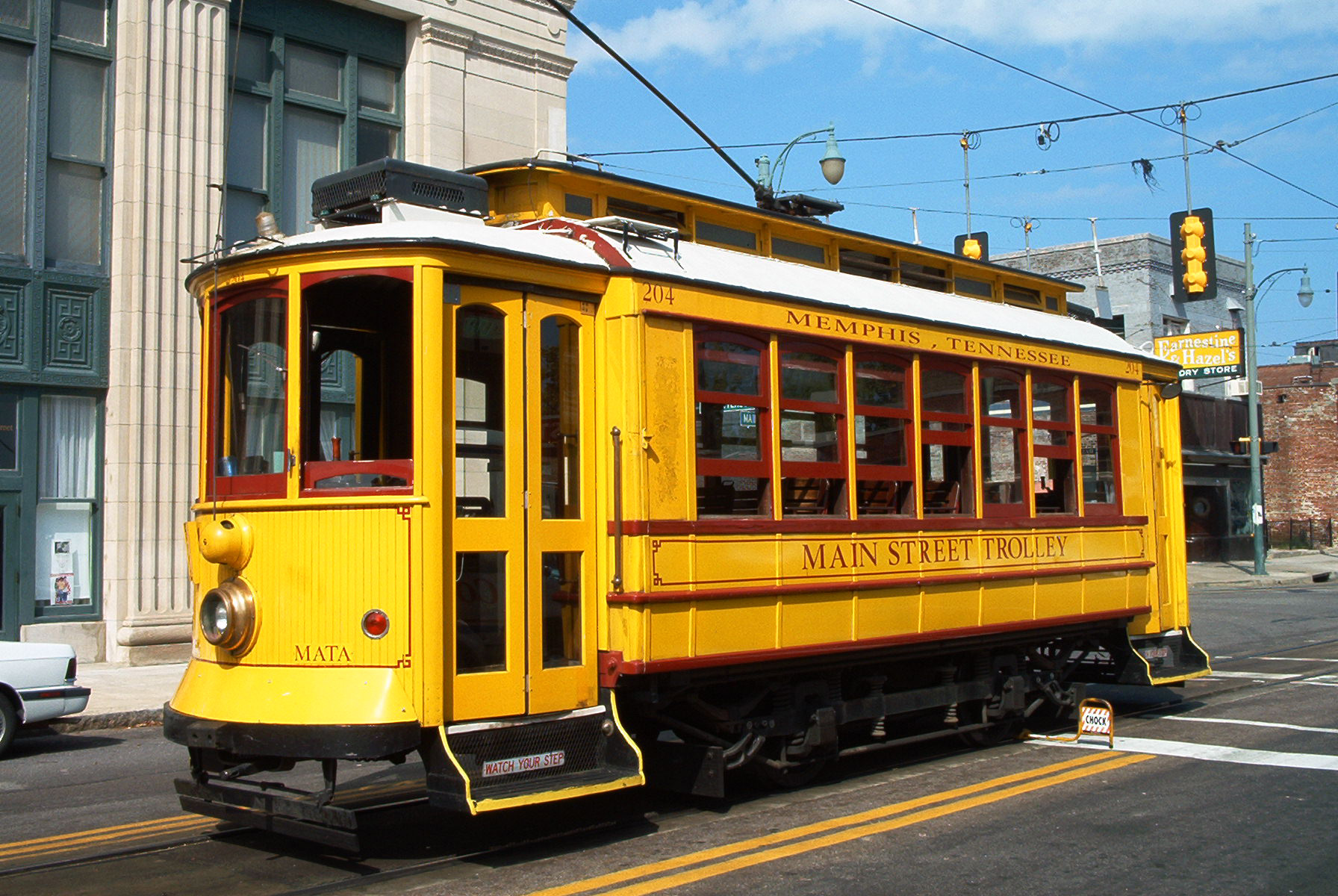
Antiguo tranvía de Memphis.

### Ferrocarril
Memphis tiene un gran volumen de movimiento mercantil, gracias a sus dos importantes vías de ferrocarril para cargas pesadas que atraviesan el Río Misisipi, que son utilizadas por varias de las principales líneas mercantiles de ferrocarril este-oeste, y a las líneas ferroviarias más importantes norte-sur que conectan, a través de Memphis, con grandes ciudades como Chicago, St. Louis, Indianápolis, Louisville, Nueva Orleans, Dallas, Houston, Mobile y Birmingham.
El único servicio interurbano de trenes para pasajeros, durante muchas décadas ha sido el tren diario City of New Orleans, operado por Amtrak, que tiene un tren hacia el norte y un tren hacia el sur cada día entre Chicago y Nueva Orleans.

### Transporte urbano

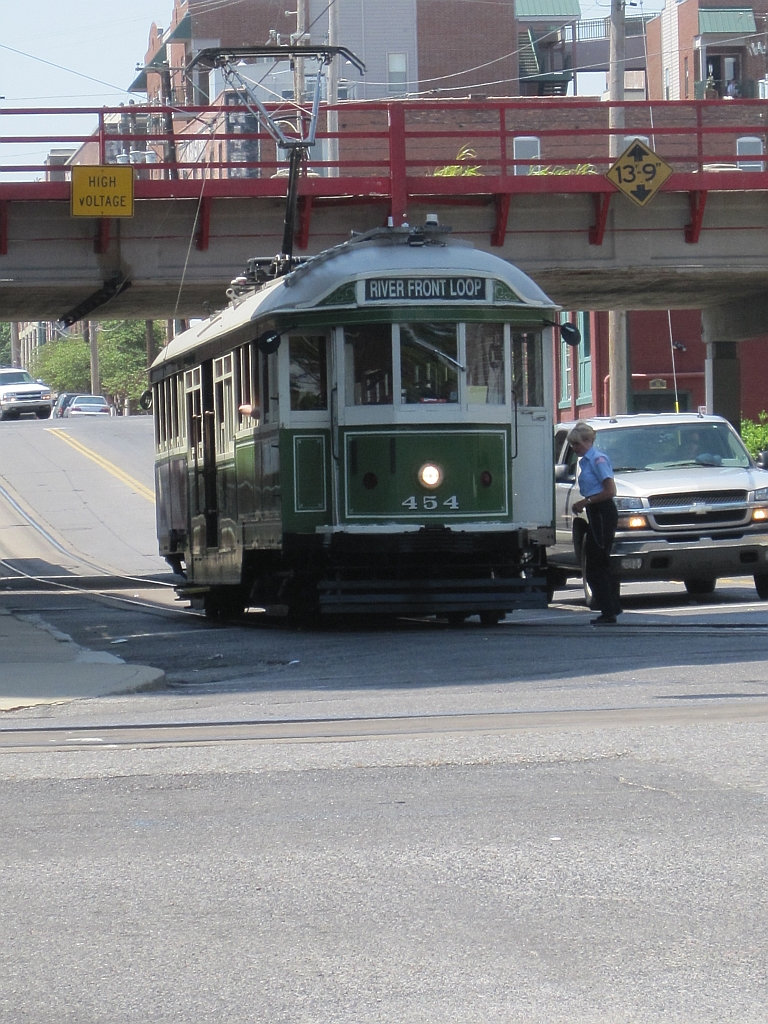
Tranvía en la calle principal del distrito histórico de Memphis

El transporte público en la zona metropolitana está a cargo de Memphis Area Transit Authority (Autoridad del Tránsito del Área de Memphis), y lo componen autobuses y tranvías.

## Economía

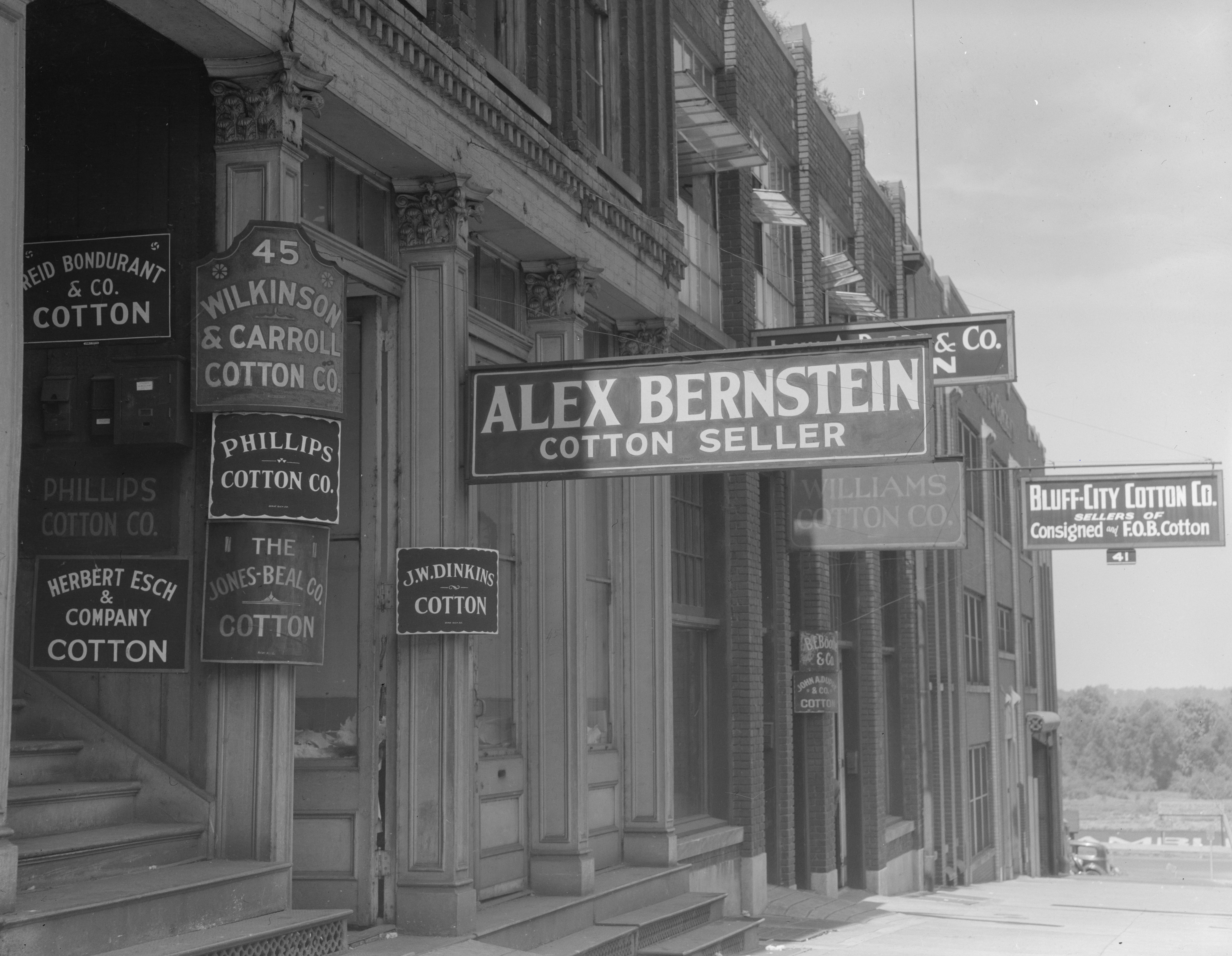
Comerciantes de algodón de la Union Avenue.

Gracias a su localización en el río Misisipi e infraestructuras como autopistas interestatales y ferrocarriles, Memphis se encuentra en un lugar ideal para la industria de transporte. Una tercera carretera interestatal, la I-69, está en construcción, y una cuarta, la I-22, ha sido asignada recientemente al plan de alta prioridad del Corredor X. Los transportes por río se descargan en trenes y camiones.
Memphis produce prendas textiles, pianos, partes de automóviles y camiones, y material de calefacción. En la ciudad se sitúan las oficinas centrales de FedEx. El Aeropuerto Internacional de Memphis, al ser la base principal de FedEx es el segundo aeropuerto con más tráfico de carga del mundo (el primero es el Aeropuerto Internacional de Hong Kong). El AutoZone y Piggly Wiggly fueron fundados en esta ciudad.
La industria del cine y el entretenimiento ha redescubierto Memphis en los últimos años. Varias películas importantes han sido filmadas en Memphis, como por ejemplo: Great Balls Of Fire! (1989), El silencio de los corderos (1991), The Firm (1993), The People vs. Larry Flynt (1996), 21 gramos (2002) o Nothing But the Truth (2008).

## Demografía
De acuerdo con la American Community Survey de 2006-2008, la composición racial de Memphis era:

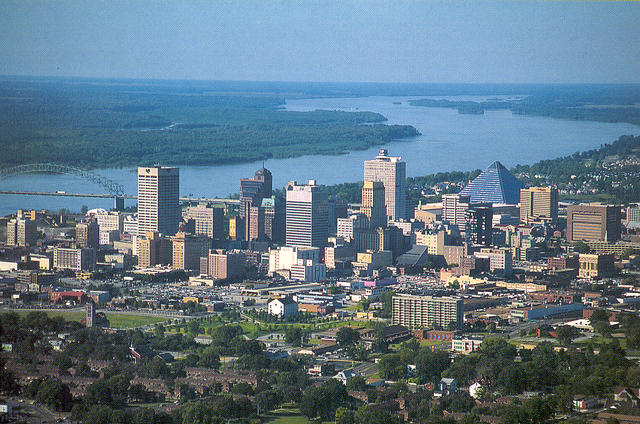
Memphis y el río Misisipi.

- Raza negra o afrodescendiente: 62.6 %.
- Raza blanca: 31.7 % (blancos no hispanos: 29.5 %).
- Hispanos o Latinos (de cualquier raza): 5.0 %.
- Asiáticos: 1.7 %.
- Indígenas: 0.2 %.
- Indígenas de las Islas del Pacífico: 0.1 %.
- Otras razas: 2.7 %.
- Mestizos: 1.2 %.

Según el censo de 2010, la ciudad tiene 646,889 habitantes, de los cuales el 53.7 % son propietarios, con una media de 2.58 habitantes por vivienda. La densidad de población es de 1283.12 hab./km².
Por pisos de edad, un 26 % de la población es menor de dieciocho años y un 10.3 % es mayor de sesenta y cinco años. La media de edad está en treinta y dos años. Hay nueve hombres para cada diez mujeres.
El ingreso medio por familia es de 36 473 dólares, siendo el ingreso per cápita de 21 007 dólares. Un 25.4 % de la población y un 17 % de las familias están por debajo del umbral de la pobreza.

## Educación
El 8 de marzo de 2011, los residentes votaron a favor de disolver el estatuto de las Escuelas de la Ciudad de Memphis y fusionarlas con las Escuelas del Condado de Shelby.Después de algunos problemas con la ley estatal y de impugnaciones judiciales, la fusión entró en vigor al comienzo del año escolar 2013-14. En el condado de Shelby, seis ciudades incorporadas votaron a favor de establecer sistemas escolares separados en 2013. El sistema escolar del condado de Shelby opera más de doscientas escuelas primarias, intermedias y secundarias.
Las principales universidades y escuelas universitarias de la ciudad son las siguientes: la Universidad de Memphis (pública), el Rhodes College (privado), Christian Brothers University (privada y católica), Memphis College of Art (privada), LeMoyne–Owen College (privada y dirigida en la época de la segregación a la población afroamericana) y la Baptist Health Sciences University (privada).

## Cultura

### Música
Después de las epidemias de fiebre amarilla de la década de 1870, la población de Memphis era escasa, y poco a poco comenzó a ser repoblado por gente de campo de los alrededores. Agricultores y esclavos liberados, por igual, trajeron sus raíces musicales, y el bullicio comercial se encargó de pulir este talento y patrimonio, siendo un ejemplo de ello el director de orquesta y compositor W. C. Handy.

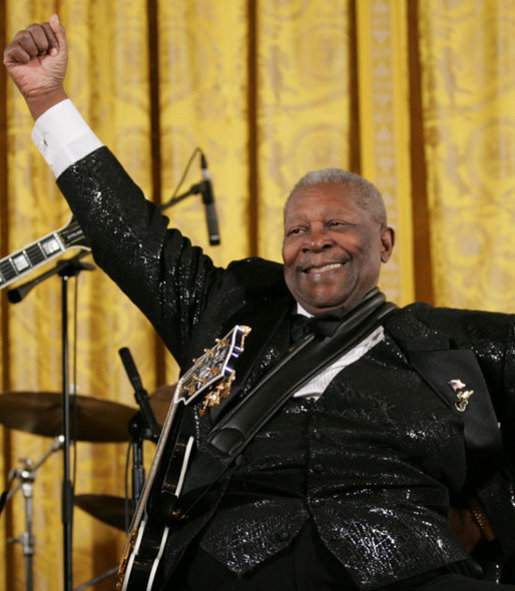
B. B. King (2006)

En Memphis han nacido o han vivido los fundadores de diversos géneros musicales estadounidenses, como el blues, el góspel, el rock and roll, y la música country «rockabilly» (en contraste con el sonido «rhinestone» de Nashville). Johnny Cash, Elvis Presley y B. B. King iniciaron sus carreras en Memphis en la década de 1950, los cuales son apodados, respectivamente, el «Rey del country», el «Rey del rock and roll» y el «Rey del blues».
Otros músicos famosos que, o bien se criaron en la zona de Memphis o bien iniciaron sus carreras allí son Jimi Jamison (Survivor‑Target‑Cobra) The Box Tops, con Alex Chilton, The Gentrys y The Grifters, Nights Like These, Carl Perkins, John Lee Hooker, Justin Timberlake, Howlin 'Wolf, Jerry Lee Lewis, Bobby «Blue» Bland, Charlie Rich, Lucero (band), Al Green, Muddy Waters, Big Star, Tina Turner, Roy Orbison, Willie Mae Ford Smith, Sam Cooke, Booker T. and the MGs, Otis Redding, Arthur Lee, The Blackwood Brothers, Isaac Hayes, Rufus Thomas, Carla Thomas, The Staple Singers, Sam and Dave, Three 6 Mafia, 8 Ball & MJG, Yo Gotti, Elise Neal, Shawn Lane, Terry Manning, The Sylvers, Aquanet, Steve Cropper, y Anita Ward.
Memphis es también un paraíso para la música clásica, y ha dado al mundo cantantes de ópera como Ruth Welting y Esperian Kallen. La ciudad tiene su propia compañía de ópera, Opera Memphis, que actúa en el Orpheum Theatre, en el centro de Memphis. El New York Metropolitan Opera visitó por primera vez en 1910 y actuó con el aforo lleno hasta hace poco, cuando dejaron de hacer sus paradas de tres días. La Rudi E. Scheidt School of Music de la Universidad de Memphis desempeña un papel fundamental en la música y las actuaciones en la ciudad. El Ballet florece aquí también: el Ballet Memphis, ahora en su temporada número veintidós, trata de interpretar el legado cultural del Sur a través del baile. Ballet Memphis cuentan con presentaciones de coreografía clásica y de danza moderna.

### Teatro y literatura
Memphis también es cuna de escritores bastante relevantes, como podría ser el historiador de la guerra civil estadounidense y novelista Shelby Foote o el dramaturgo Tennessee Williams. El novelista John Grisham se crio en el condado vecino de DeSoto (Misisipi), y muchos de sus libros, como La firma, El cliente y Legítima defensa, los escribió en Memphis. Muchas obras de ficción y literatura utilizan Memphis como entorno, dando un retrato de la ciudad, su historia y sus ciudadanos. Es el caso de Los rateros, de William Faulkner (1962); September, Septiembre, de Shelby Foote (1977); o A Summons to Memphis, por la que su autor, Peter Taylor, ganó el premio Pulitzer en 1987.

## Monumentos y lugares de interés

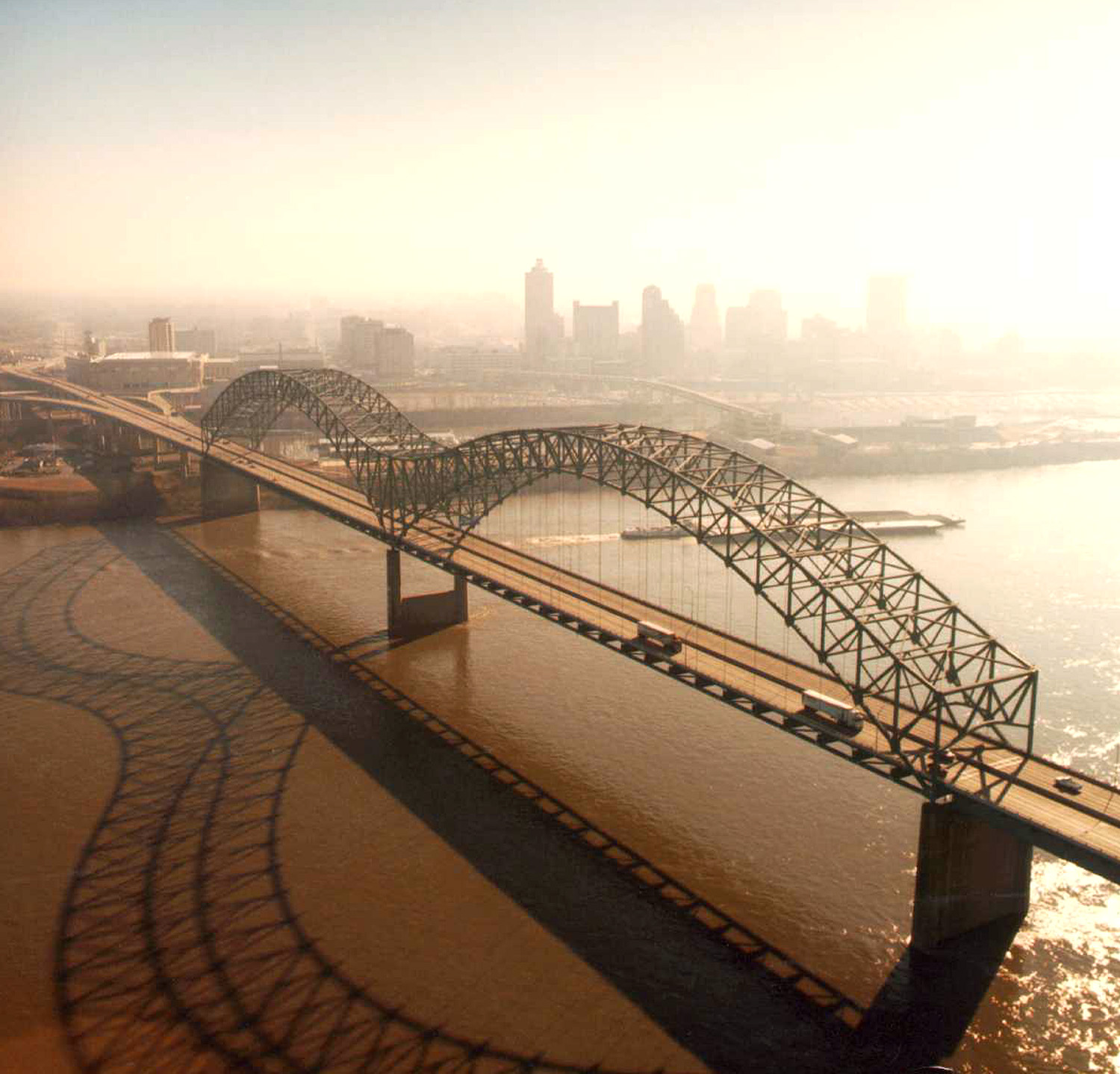
Puente Hernando de Soto sobre el río Misisipi.

Turistas de todo el mundo acuden a la ciudad para ver Graceland, la casa de Elvis Presley. Los estudios Sun Records, donde Elvis grabó My Happiness y That's When Your Heartaches Begin, y su primer éxito That's All Right, Mama, también están en la ciudad. Otros famosos que comenzaron en Sun Records fueron Johnny Cash, Rufus Thomas, Charlie Rich, Howlin' Wolf, Roy Orbison, Carl Perkins y Jerry Lee Lewis.
En el antiguo Motel Lorena, donde fue asesinado Martin Luther King se conservan las habitaciones como estaban y se hace un recorrido muy interesante por la Lucha por los Derechos Civiles de los años 50, 60 y 70 del siglo XX. Se llega muy bien en el tranvía.
Los amantes de la música blues suelen ir a la Beale Street, donde B. B. King tocaba su guitarra, y ocasionalmente aparecía por un club con su nombre del cual él era propietario.
Hay un parque de atracciones Libertyland junto a la Bolera Libertad, el Museo de la Infancia de Memphis, Isla Mud, Detour Memphis, el Centro de la Naturaleza Lichterman, el Museo Palacio Rosa, la Pirámide de Memphis, el Zoo de Memphis y el barco fluvial Reina de Memphis.
La feria del Medio-Sur está en Memphis cada otoño, y en mayo se celebra el festival Memphis en mayo. Cada año, la ciudad homenajea a un país extranjero, y cada fin de semana acoge un evento especial, como el Campeonato Mundial de Cocina en Barbacoa o el Festival de Música de la Calle Beale. El Carnaval de Memphis, anteriormente conocido como el Carnaval de Algodón de Memphis, es una serie de fiestas y festivales que son realizados por la Asociación del Carnaval de Memphis, y tiene lugar a principios de verano. El carnaval rinde tributo a varios aspectos de Memphis y sus industrias, y cada año se elige a un rey y una reina del carnaval.

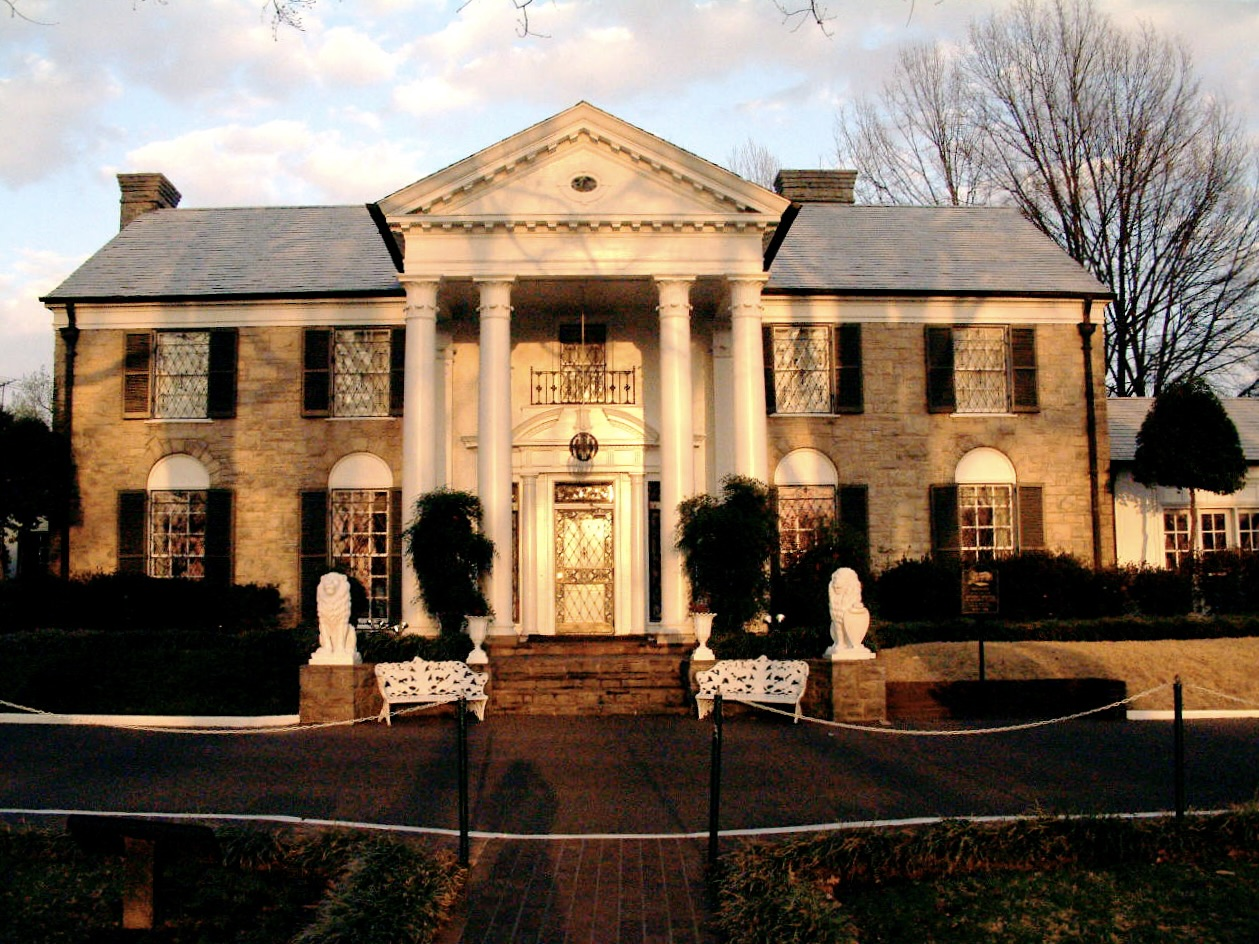
Graceland

## Personajes distinguidos
- Elvis Presley, cantante de rock and roll, rockabilly, country, góspel y blues; conocido como el Rey del rock and roll (1935‑1977).
- Lisa Marie Presley, cantante y compositora, hija de Elvis Presley y Priscilla Presley. (1968-2023).
- Johnny Cash, músico de country, rock and roll y góspel (1932‑2003).
- Ric Flair, luchador de lucha libre profesional (1949).
- Morgan Freeman, actor de gran popularidad mundial (1937).
- Aretha Franklin, cantante (1942‑2018).
- Anfernee «Penny» Hardaway, baloncestista (1971).
- Justin Timberlake, cantante y actor; conocido como el Príncipe del pop (1981).
- Jake Randall, cantante (1985), actualmente vive en Colombia.
- Shannen Doherty, actriz (1971).
- John Cooper, cantante cristiano de rock (1975).
- Kathy Bates, actriz, ganadora del Premio Oscar.
- Martin Luther King, pastor estadounidense de la iglesia bautista que desarrolló una labor crucial en los Estados Unidos al frente del movimiento por los derechos civiles para los afroamericanos y que, además, participó como activista en numerosas protestas contra la guerra de Vietnam y la pobreza en general.
- Mary Flake de Flores, primera dama de la república de Honduras (1998‑2002).
- Lucy Hale, actriz y cantante de música country.
- Jimi Jamison, cantante líder de las bandas Survivor y Target.
- Maurice White, cantante, compositor y productor musical, fundador de la banda Earth, Wind & Fire (1941‑2016).

## Deporte
Es la sede de un equipo de la NBA, los Memphis Grizzlies. En él llegaron a jugar juntos dos jugadores españoles, Pau Gasol y Juan Carlos Navarro, hasta que Gasol fue traspasado a Los Angeles Lakers en febrero de 2008.  Hasta 2019, jugó allí el hermano mediano de Pau, Marc Gasol. Durante el Draft de la NBA de 2021 los Memphis Grizzlies decidieron elegir a Santi Aldama. Actualmente es el único jugador español en la NBA. 

En el draft de la NBA 2010 ha sido seleccionado el venezolano Greivis Vásquez. Actualmente se ha presentado un plan para que haya equipo de fútbol para el año 2016 en la MLS bajo el nombre de Memphis City F.C.